# Elijjahu Suwisa
Elijjahu „Eli” Suwisa (hebr.: אליהו „אלי” סויסה, ang.: Eliyahu „Eli” Suissa, ur. 1956 w Maroku) – izraelski polityk i rabin. Członek Knesetu oraz minister w kilku rządach.

## Życiorys
Karierę polityczną związał z religijną partią Szas.
Minister spraw wewnętrznych Izraela w latach 1996–1999, minister spraw religijnych w latach: 1996–1997 i 1998−1999, minister infrastruktury narodowej w latach 1999–2000 oraz Minister ds. Jerozolimy w latach 2001–2002 i 2002–2004.
Członek Knesetu w latach 1999–2003.